# Beccariola macrospilota
Beccariola macrospilota es una especie de coleóptero de la familia Endomychidae.

## Distribución geográfica
Habita en Malaya y Java.